# Diospyros nemorosa
Diospyros nemorosa är en tvåhjärtbladig växtart som beskrevs av Bakh. Diospyros nemorosa ingår i släktet Diospyros och familjen Ebenaceae. Inga underarter finns listade i Catalogue of Life.